# Fontana di San Michele al Pozzo Bianco
La fontana di San Michele al Pozzo Bianco si trova in prossimità della chiesa e intitolata all'arcangelo Michele di antichissima storia, indicata già nell'VIII secolo.

## Storia
La fontana si trova su via Porta Dipinta, all'imbocco della salita che conduce alla piazzetta antistante l'antica chiesa di San Michele al Pozzo Bianco citata nel 774 nel testamento del gasindio Taidone e indicata come chiesa di S. Arcangelo Michele fuori della mura della città di Bergamo.  Solo dopo il 905 i documenti la indicano con l'appellativo del Pozzo Bianco, a testimoniare la presenza di un serbatoio di raccolta delle acque chiuso da un'apertura di pietra bianca. Il sagrato presenta ancora una pietra circolare a testimonianza di questo antico pozzo.
La fontana del Pozzo Bianco ha una conformazione che indica però la sua costruzione risalente al XIX secolo, anche e la creazione originaria risale al XV secolo sarebbe infatti citata in un dogale del senato del 2 ottobre 1486 in cui venivano citati cinque pozzi della città per commodità et beneficio commune. e indicata come De Puteo Albo per l'uso del marmo bianco di Zandobbio. Per pozzi si indicano cisterne per la raccolta di acque provenienti da fonti o da acque piovane nelle zone dove non vi erano sorgenti in prossimità, e proprio una di queste ultime è la fontana del Pozzo Bianco.
La città di Bergamo ha circa trenta fontane, di cui molte storiche poste nella parte alta della città di Bergamo, e per la maggior parte di queste avevano il solo scopo di fornire acqua alla popolazione.
Le fontane erano fornite da fonti naturali come la fontana del Vàgine, o della sorgente di Castagneta per il fontanone dell'ateneo, e della sorgente detta Pioda che fornisce d'acqua la Delfino in via Pignolo, mentre altre ricevevano solo acqua piovana raccolta dai tetti degli edifici più vicini. Pare non vi siano sorgenti che potessero rifornire d'acqua la fontana del Pozzo bianco, forse proveniva dalla collina che era indicata con il nome di Belfante dei Rivola che fornisce l'antica fontana di Casa Pesenti sulla via Pelabrocco, sulla parte superiore di via Pignolo.

## Descrizione
La fontana è inserita in una struttura muraria in pietra arenaria in stile neoclassico tipica dell'Ottocento con la grande apertura semicircolare poggiante su di un fascione piano, con frontone completo di architrave e timpano triangolare. La presenza della camera posteriore a cisterna per la raccolta delle acque che si presenta con la volta arcuata a protezione degli eventi atmosferici per le persone che venivano al pozzo a prendere l'acqua dal bocchettone che era collocato nella parte più interna della nicchia indica la sua costruzione precedente e risalente al XV secolo.